# Waiko
Waiko is een Belgisch programma, gemaakt door productiehuis Studio 100 in een co-productie met Ketnet. De eerste aflevering werd uitgezonden op 27 november 2024 op Ketnet.

## Verhaal
Waiko speelt zich af op een levendige kermis, die onverwachts het ontmoetingspunt wordt voor een groep buitenaardse wezens. Deze wezens zoeken naar een manier om hun problemen op te lossen en hopen op hulp van de aarde. Het verhaal volgt Nova, een jonge alien, en haar drie onmiskenbare vrienden, die vastberaden zijn om de aanwezigheid van de buitenaardse bezoekers geheim te houden. Terwijl ze samenwerken om een oplossing te vinden voor de ruimtewezens, zorgen ze ervoor dat de chaos die hun komst veroorzaakt, onder controle blijft. Ondanks de onverwachte situaties en uitdagingen, staan Nova en haar vrienden altijd klaar om te helpen. 

## Rolverdeling
| Personage | Acteur/actrice    | Seizoen |
| --------- | ----------------- | ------- |
| Nova      | Célia Arena       | 1-heden |
| Ion       | Ruben Santens     | 1-heden |
| Bibi      | Emma Malfliet     | 1-heden |
| Otto      | Mauro Janssens    | 1-heden |
| Kas       | Matisse Foré      | 1-heden |
| Joris     | Kobe Van Herwegen | 1-heden |
| Ida       | Ikram Aoulad      | 1-heden |
| Kenny     | Tom Audenaert     | 1-heden |

## Seizoenen
| Seizoen | Aantal afleveringen | Startdatum       | Einddatum     |
| ------- | ------------------- | ---------------- | ------------- |
| 1       | 10                  | 27 november 2024 | 12 april 2025 |

### Seizoen 1 (2024-2025)
| Aflevering (seizoen) | Aflevering (serie) | Titel                   | Eerste uitzending Vlaanderen | Code  |  |
| --- | ------------------ | ----------------------- | ---------------------------- | ----- |  |
| 1 | 1                  | De kracht van Ojee      | 27 november 2024             | 01x01 |  |
| Een buitenaards wezen begint een zoektocht naar een energiebron, maar veroorzaakt onderweg flink wat problemen. Ondertussen viert Nova een decennium op aarde. Ion probeert een taart te bakken voor het feest, maar gebruikt per ongeluk echte bloemen, waardoor het plan volledig mislukt. Gastacteurs: Noah Apers (Rol onbekend)                                           |                    |                         |                              |       |  |
| 2 | 2                  | De helpers van Blurnak  | 4 december 2024              | 01x02 |  |
| Op een kermis duiken mechanische spinnen op die mensen beheersen door op hen te kruipen. Nova en haar vrienden moeten een oplossing vinden om de bezoekers te redden voordat de situatie uit de hand loopt. |                    |                         |                              |       |  |
| 3 | 3                  | Het vuur van Venia      | 11 december 2024             | 01x03 |  |
| Nova vermoedt dat een Venuxiaan, een buitenaards wezen dat intense hitte verspreidt, verantwoordelijk is. Terwijl ze verder onderzoekt, blijft de ware motivatie van de alien onduidelijk. |                    |                         |                              |       |  |
| 4 | 4                  | Het slijm van Wevlok    | 18 december 2024             | 01x04 |  |
| Wevlok is op zoek naar een ingrediënt om te eten, maar slaagt er niet in het te vinden. Hij laat een slijmerig spoor achter dat de werking van de kermisattracties verstoort. Dit gebeurt juist op het moment dat een filmcrew arriveert om een documentaire over de kermis te maken. Gastacteurs: Remi De Smet (Wevlok), Mike Wauters (Koos)                                 |                    |                         |                              |       |  |
| 5 | 5                  | Verdwenen door Rover    | 25 december 2024             | 01x05 |  |
| Robot Rover komt naar aarde om planten te scannen, maar door een storing scant hij ook mensen en dieren. Nova en haar vrienden moeten de per ongeluk gescande mensen redden. Gastacteurs: Jarno Boone (Komeet) |                    |                         |                              |       |  |
| 6 | 6                  | De slaap van Petsoflan  | 15 maart 2025                | 01x06 |  |
| Op een kermis vallen bezoekers onverwacht in een diepe slaap waaruit ze niet ontwaken. Een groep vrienden ontdekt dat Petsoflan, een wezen dat exotische buitenaardse bloemen verspreidt, de oorzaak is. Terwijl steeds meer mensen getroffen worden, moeten ze het gevaar stoppen voordat zij zelf ook ten prooi vallen aan de dreiging. Gastacteurs: Lize Feryn (Petsoflan) |                    |                         |                              |       |  |
| 7 | 7                  | De val van Pluksi       | 22 maart 2025                | 01x07 |  |
| De Fluksipluksiduksival, op zoek naar nieuwe vriendschappen, ontmoet Nova, Ion, Otto en Bibi. Als geschenk brengt hij een bijzondere bal mee die de kracht heeft om je favoriete eten te laten verschijnen. Echter, de situatie verandert ingrijpend wanneer een oude vijand plotseling weer opduikt.                                                                         |                    |                         |                              |       |  |
| 8 | 8                  | De blik van Mirwar      | 29 maart 2025                | 01x08 |  |
| Een shapeshifter arriveert op de kermis, en de vrienden proberen te achterhalen welke alien ze tegenover zich hebben. Ondertussen neemt de alien, Mirwar, de gedaante van Bibi aan. Dit gebeurt net op het moment dat Otto besluit Bibi zijn gevoelens voor haar te vertellen Gastacteurs: Debbie Crommelinck (Mirwar)                                                        |                    |                         |                              |       |  |
| 9 | 9                  | De schreeuw van Munx    | 5 april 2025                 | 01x09 |  |
| Op de kermis doen geruchten de ronde over een angstaanjagend wezen dat bezoekers laat schrikken. Nova en haar vrienden besluiten te gaan kijken en komen erachter dat er geen sprake is van een monster, maar van Munx een buitenaards wezen. Munx verzamelt angstschreeuwen                                                                                                  |                    |                         |                              |       |  |
| 10 | 10                 | De terugkeer van Kazvar | 12 april 2025                | 01x10 |  |
| Op Nova’s verjaardag willen haar vrienden een feest organiseren, maar al snel loopt alles anders dan gepland. Door haar speciale gave laat Nova op haar verjaardag glittersporen achter. Wanneer een oude tegenstander hiervan op de hoogte raakt om, daar misbruik van te maken, waardoor het feest onverwacht in gevaar komt.                                               |                    |                         |                              |       |  |